# Фавила (герцог)
Фавила (Фафила; VII век) — вестготский герцог (лат. dux), отец Пелайо, при котором его герцогство стало королевством.

## Биография
К VII веку вестготы уже достаточно давно находились на Пиренейском полуострове. Поэтому, вероятно, представители благородных семейств того времени имели и готских, и испано-римских предков. На это указывает и то, что имя «Фавила» (или «Фафила») имеет германские корни, а имя «Пелайо» — латинского происхождения.
Кристиан Сеттипани, изучавший хроники, утверждал, что Фавила являлся потомком королей Леовигильда и Реккареда I, а его родителями были вестготский граф Агила и его жена Дивигра. По другому мнению, отцом Фавилы мог быть или вестготский король Хиндасвинт, или сын того, герцог Теодофред.
Фавила вступил в конфликт с Витицей. Возможно, что Фафила к тому времени был довольно опытным деятелем, и не исключено, что каким-то родственником короля, так что Эгика мог послать его в Галисию в качестве помощника или некого опекуна Витицы. Последний, однако, не собирался считаться с таким помощником, а тем более каким-либо образом подчиняться ему. Это, видимо, и стало причиной конфликта, в результате которого Витица убил Фафилу.